# Barry Goldberg
Barry Goldberg (25. prosince 1942, Chicago – 22. ledna 2025) byl americký hudebník.
Svou kariéru zahájil počátkem šedesátých let a roku 1965 absolvoval řadu koncertů s písničkářem Bobem Dylanem. Roku 1966 hrál na albu Stand Back! Here Comes Charley Musselwhite's Southside Band bluesového harmonikáře Charlieho Musselwhita. V roce 1967 krátce působil ve skupině The Electric Flag; s tou pak znovu hrál v letech 1974 a 2007.
Během své kariéry spolupracoval s mnoha dalšími hudebníky, mezi které patří například skupiny Ramones (hrál na albu End of the Century) či The Byrds (The Notorious Byrd Brothers a Sweetheart of the Rodeo). V roce 2013 založil společně se Stephenem Stillsem a Kennym Waynem Shepherdem skupinu The Rides.
Zemřel na komplikace spojené s onemocněním non-Hodgkinovým lymfomem.

## Sólová diskografie
- Blowing My Mind (1966)
- There's No Hole in My Soul (1968)
- Two Jews Blues (1969)
- Street Man (197 0 )
- Ivar Avenue Reunion (1970)
- Blasts from My Past (1971)
- Barry Goldberg & Friends (1972)
- Barry Goldberg (1974)
- Barry Goldberg & Friends Recording Live (1976)
- Stoned Again (2002)
- Live (2003)
- Chicago Blues Reunion (2006)